# Lamana Ould Bou
Lamana Ould Bou (1972 - 10 juin 2009), de son nom complet Lamana Ould Mohamed Yahie Ould Bou, était un officier de l'armée malienne avec le grade de lieutenant-colonel. À l'origine de plusieurs arrestations d'islamistes et ayant contribué à la libération d'otages européens, il est assassiné par Al-Qaïda au Maghreb islamique dans la nuit du 10 juin 2009 à Tombouctou.

## Biographie
Arabe Bérabich, il naît à Tombouctou en 1972.
Il rejoint très jeune la Légion islamique libyenne et combat notamment au Liban. À son retour au Mali, il rejoint les rangs du Front islamique arabe de l'Azawad (FIAA), dont il partage les idéaux. Le 6 février 1991, après la ratification des accords de Tamanrasset, il intègre l'armée malienne où il devient officier de la Sécurité d'État. 
Sa détermination et sa connaissance de la région de Tombouctou lui permettent de lutter efficacement contre le terrorisme islamiste et conduisent à plusieurs arrestations. De même, il lutte contre le dissident touareg Ibrahim ag Bahanga. Ses qualités de diplomate lui permettent d'obtenir la libération d'otages européens détenus par les terroristes de la branche maghrébine d'Al-Qaïda au pays du Maghreb islamique. 
Responsable de l'arrestation d'un islamiste mauritanien dans une mosquée de Tombouctou, il devient la cible des terroristes d'Al-Qaïda. 
Officier craint et respecté, la réputation de Lamana Ould Bou est controversée. Certaines sources lui prêtent des relations financières avec certains chefs d'Al-Qaïda auxquels il apportait une « aide discrète », selon des propos recueillis par l'Independent. Ces mêmes sources lient son assassinat à un règlement de comptes de la part des chefs d'Al-Qaïda présents dans la région.

## Assassinat
Lamana Ould Bou est assassiné par balles à son domicile de Tombouctou dans la nuit du 10 juin au 11 juin 2009. Les assaillants sont présumément liés à Al-Qaida au Maghreb islamique. L'un d'eux, de nationalité tunisienne, est interpellé par une patrouille des forces de sécurité.
Il est inhumé dans sa ville natale le 12 juin 2009 en présence de plusieurs milliers de personnes.

## Conséquences
L'assassinat de Lamana Ould Bou intervient un peu plus d'une semaine après celui de l'otage britannique Edwin Dyer, détenu par Al-Qaïda. Fin mai, l'armée malienne avait annoncé son projet de coordonner une action anti-terroriste avec l'Algérie, la Mauritanie et le Nigéria en vue d'enrayer l'expansion islamiste dans la zone sahélo-saharienne. La mort de l'officier renforce davantage la détermination de l'État-major malien, qui la considère comme un casus belli. "C'est un acte de guerre, nous ne laisserons pas ce crime impuni", déclare un officier de l'armée malienne. Lamana Ould Bou serait le premier militaire malien victime des islamistes.
Le 16 juin 2009, l'armée malienne attaque et détruit une base de terroristes au Nord du pays dans la localité de Garn-Akassa, près de la frontière algérienne. 26 combattants islamistes trouvent la mort dans l'opération.